# Simone Alessio
Simone Alessio (Livorno, 14 aprile 2000) è un taekwondoka italiano. Ha rappresentato l'Italia ai Giochi olimpici estivi di Tokyo 2020 e Parigi 2024, vincendo il bronzo nell'edizione francese. Nel 2019 è diventato il primo taekwondoka italiano ad avere vinto una medaglia d'oro ai Campionati mondiali, aggiudicandosi il titolo nei 74 kg
Nel 2022 è stato il primo italiano a vincere un Grand Prix nell'edizione di Roma 2022, a due settimane dal titolo di Campione Europeo negli 80 kg

## Biografia
Nato in Toscana, dove il padre svolgeva l'attività di paracadutista, all'età di tre anni si è trasferito in Calabria, a Sellia Marina, dove è cresciuto con la sua famiglia. Sotto la spinta del padre inizia a praticare il taekwondo entrando a far parte, all'età di dieci anni, delle Fiamme Rosse di Catanzaro.
Nel novembre 2017 si è laureato campione europeo juniores, vincendo a Larnaca la medaglia d'oro nei 73 kg. Nel mese di gennaio dell'anno successivo conquista pure il titolo italiano nei 68 kg e inizia a gareggiare a livello internazionale nella categoria senior, partecipando ai campionati europei di Kazan' 2018 dove raggiunge gli ottavi di finale sempre nei 68 kg
Simone Alessio è diventato il primo atleta italiano a vincere una medaglia d'oro ai campionati mondiali, sconfiggendo nell'edizione di Manchester 2019 il giordano Ahmad Abughaush, campione olimpico a Rio de Janeiro 2016, nella finale dei 74 kg.
Nel maggio 2021 si è qualificato ai Giochi olimpici estivi di Tokyo 2020 vincendo le qualificazioni continentali europee.  Alla sua prima partecipazione ai Giochi olimpici si ferma ai piedi del podio nella categoria -80 kg contro l'egiziano Seif Eissa, vincitore del bronzo.
Nel maggio 2022 si laurea Campione Europeo nell'edizione di Manchester 2022 e a due settimane dal suo primo titolo europeo diventa il primo italiano a vincere un Grand Prix a Roma 2022, questa volta imponendosi sull'egiziano Seif Essa, ed iniziando un anno agonistico che lo vedrà successivamente campione nell'edizione del Grand Prix di Parigi 2022.
Seppur con l'amaro in bocca di una medaglia di argento al Grand Prix di Manchester 2022 inizia il suo periodo come 1º classificato nel ranking olimpico della categoria -80 kg.
Nel dicembre 2022 nell'edizione finale del Grand Prix di Riyad vince la medaglia d'oro e viene premiato come "Best male athlete of the year" dalla World Taekwondo.
Dopo il primo storico successo mondiale nell'edizione iridata di Baku 2023, vince per la seconda volta il titolo di campione del mondo e nel gennaio 2024 a chiusura del ranking di qualificazione del quadriennio olimpico si qualifica in prima posizione ai Giochi olimpici estivi di Parigi 2024. Alla sua seconda apparizione olimpica vince il bronzo nel torneo degli 80 kg.

## Palmarès
Giochi Olimpici

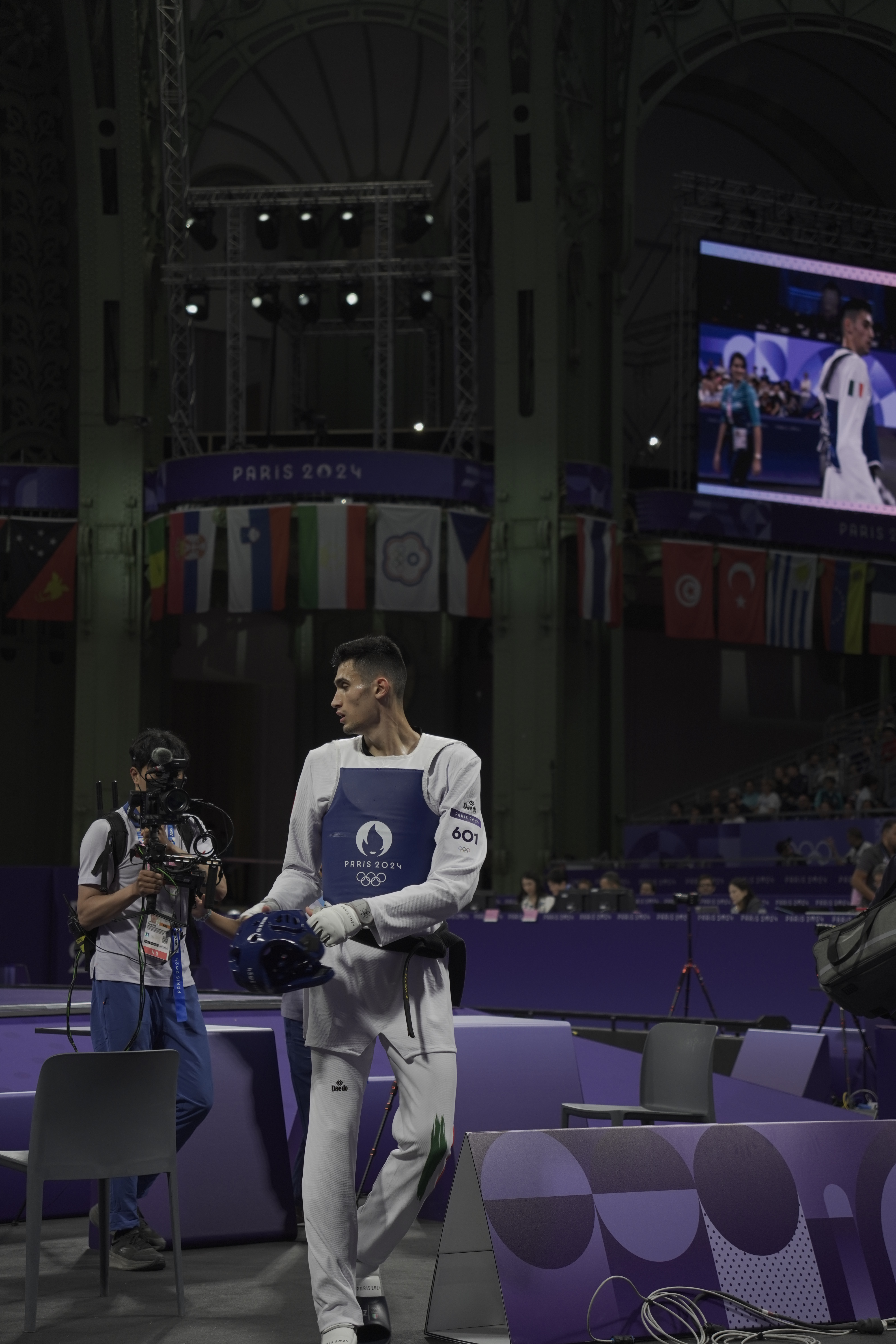
Simone Alessio nel ripescaggio per la medaglia di bronzo a Parigi 2024

- Bronzo negli 80 kg a Parigi 2024

 Campionati Mondiali 
- Oro nei 74 kg a Manchester 2019
- Oro negli 80 kg a Baku 2023

Campionati Europei
- Oro negli 80 kg a Manchester 2022
- Bronzo negli 80 kg a Sofia 2021

 World Taekwondo Grand Prix 
- Oro negli 80 kg a Roma 2022
- Oro negli 80 kg a Parigi 2022
- Oro negli 80 kg a Riyad 2022
- Oro negli +80 kg a Charlotte 2025
- Argentonegli 80 kg a Manchester 2022